# Arnd Schmitt
Pour les articles homonymes, voir Schmitt.
Arnd Schmitt est un escrimeur allemand né le 13 juillet 1965 à Heidenheim an der Brenz. Il a notamment été champion olympique d'épée.

## Biographie
Il a remporté une médaille d’or à l’épée individuelle et une médaille d’argent par équipe aux Jeux olympiques d’été de 1988 à Séoul[réf. nécessaire]. Il a reçu une médaille d’or olympique en équipe d’épée en 1992. Schmitt a été intronisé au Temple de la renommée des sports d’Allemagne en 2016.

## Palmarès
Jeux olympiques
- Médaille d'or en épée individuelle aux Jeux olympiques d'été de 1988
- Médaille d'argent en épée par équipe Jeux olympiques d'été de 1988
- Médaille d'or en épée par équipe aux Jeux olympiques d'été de 1992

Championnats du Monde
- Médaille d'or en épée en épée individuelle aux Championnats du monde d'escrime 1999
- Médaille d'or en épée par équipe aux Championnats du monde d'escrime 1985
- Médaille d'or en épée par équipe aux Championnats du monde d'escrime 1986
- Médaille d'or en épée par équipe aux Championnats du monde d'escrime 1995
- Médaille d'argent en épée par équipe aux Championnats du monde d'escrime 1987
- Médaille d'argent en épée par équipe aux Championnats du monde d'escrime 1997
- Médaille d'argent en épée par équipe aux Championnats du monde d'escrime 1999